# Urmărirea (serial)
Urmărirea este primul serial de televiziune, produs în România de către TVR. A avut premiera în anul 1971, fiind regizat de Radu Gabrea.

## Rezumat
Serialul prezintă povestea unui grup de partizani comuniști, conduși de către "Colonelul" (George Constantin), ei având scopul de a transmite, printr-un post ilegal de radio, informații împotriva germanilor.

## Distribuție
- George Alexandru - "Colonelul"
- Vladimir Găitan - Athos
- George Mihăiță - Țiparul
- Liane Brindenberg - Unchiul George
- Ovidiu Schumacher
- Paul Fister
- Ștefan Mihăilescu Brăila - Ciripoi
- Toma Caragiu - Mizrache
- Marga Barbu - Gerda Hoffman
- Christian Maurer - maiorul german
- Vasilica Tastaman - amanta lui Ciripoi
- Aristide Teică - Teică
- Florin Vasiliu - Lică Dumitrescu
- Adrian Panaitescu
- Rudi Rosenfeld
- Vasile Popa
- Szabolcs Cseh

## Lista episoadelor
| Episodul | Titlu                    |
| 1        | „Cursa de șoareci”       |
| 2        | „Recepție la Von Braun”  |
| 3        | „Atelierul de croitorie” |
| 4        | „Haine vechi”            |
| 5        | „Bumerangul”             |
| 6        | „Unchiul George”         |
| 7        | „Joc cu păpuși”          |